# Mollicarpus
Mollicarpus là một chi nấm thuộc họ Polyporaceae.